# Xylit
Xylit, auch Xylitol oder Birkenzucker genannt, ist ein Stereoisomer des Zuckeralkohols Pentanpentol. Als Lebensmittelzusatzstoff trägt er die Bezeichnung E 967 und dient als Zuckeraustauschstoff. Die Entdeckung geht auf den späteren Nobelpreisträger Emil Fischer zurück.
Untersucht wird bei Xylit eine mögliche kariostatische und antikariogene Wirkung. Auf einige Säugetiere, vor allem Hunde, wirkt Xylit dagegen toxisch (Xylitvergiftung).

## Entdeckung
Xylit wurde erstmals um 1890 von Emil Fischer und seinem Doktoranden Rudolf Stahel aus Buchenholzspänen isoliert, vgl. altgriechisch ξύλον xýlon, deutsch ‚Holz‘. Ihre Entdeckung, die sie Xylit nannten, veröffentlichten sie 1891. Etwa zur gleichen Zeit wie Fischer und Stahel isolierte der französische Chemiker M. G. Bertrand aus Weizen- und Haferhalmen eine Art Xylitsirup.

## Vorkommen und Herstellung

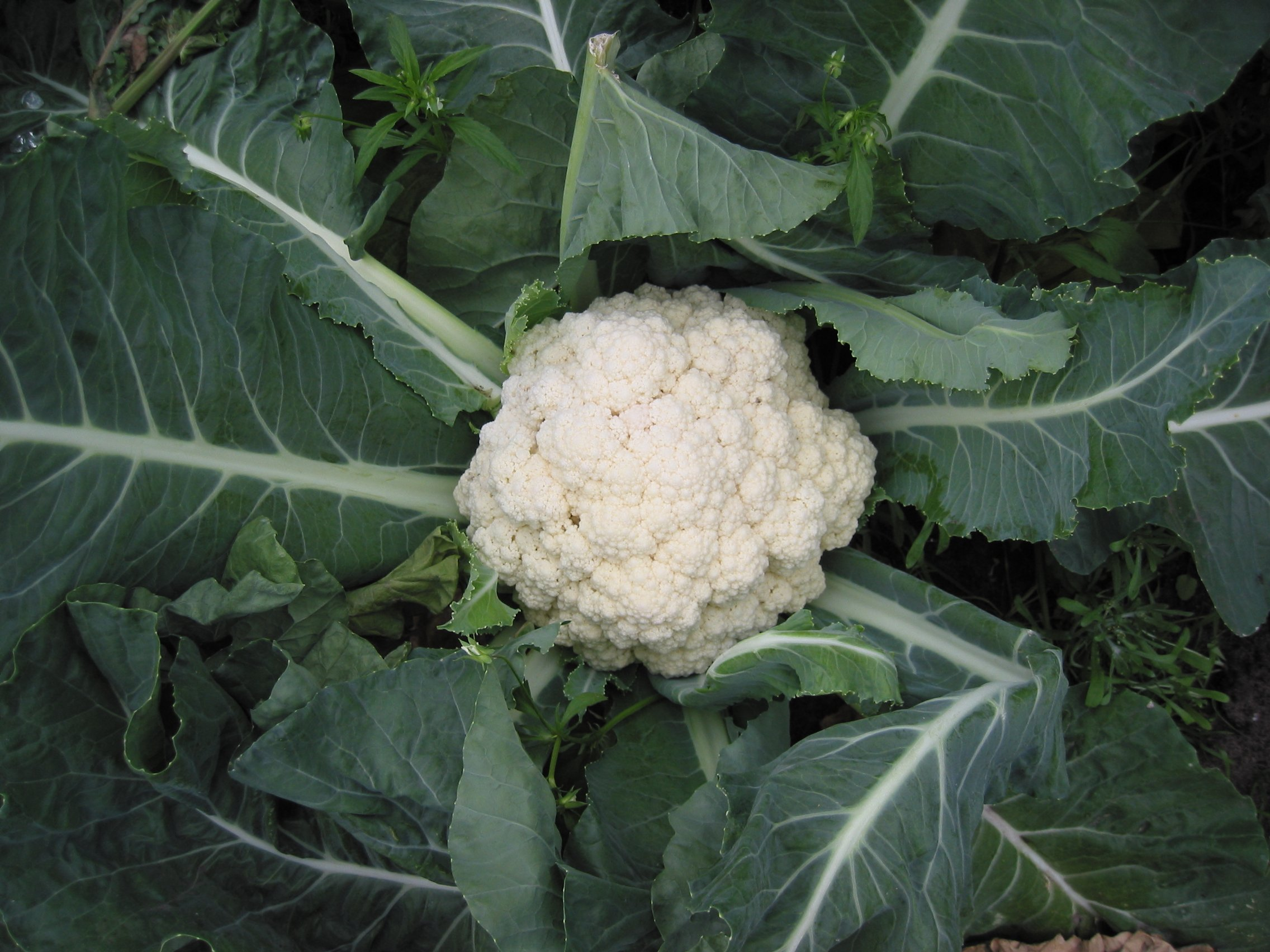
Blumenkohl

Xylit ist neben Sorbitol als natürlicher Zuckeralkohol Bestandteil vieler Gemüsesorten wie u. a. Blumenkohl und Früchten, wie Pflaumen, Erdbeeren oder Himbeeren, wobei der Anteil kleiner als 1 % der Trockenmasse ist. Auch in der Rinde bestimmter Holzarten wie z. B. Birke und Buche ist Xylit enthalten.
Anders als der alternative Name Birkenzucker suggeriert, wird in großem Stil hergestelltes Xylitol nicht aus Birken gewonnen. Die industrielle Herstellung von Xylit beruht auf Xylanen (Holzgummi) aus landwirtschaftlichen Reststoffen wie Maiskolbenresten (Maisspindeln), Stroh, Getreidekleien oder Zuckerrohr-Bagasse (Xylane kommen auch in Birkenholz und -rinde und in anderen Laubhölzern vor). Aus den Xylanen wird Xylose bei Temperaturen von bis 200 °C unter Einsatz von Schwefelsäure oder Natronlauge freigesetzt. Die Xylose wird dann mit einem Katalysator unter hohem Druck zu Xylit umgesetzt. Biotechnologische Verfahren wie der Einsatz von Hefen wie etwa Candida tropicalis sind möglich, werden jedoch noch nicht in großtechnischem Maßstab verwendet. Die industrielle Herstellung ist aufwendig, weshalb Xylit ein verhältnismäßig teurer Zuckeraustauschstoff ist.
Als Zwischenprodukt werden im menschlichen Körper während des Kohlenhydratabbaus täglich 5 bis 15 Gramm Xylit in der Leber hergestellt.

## Eigenschaften
Chemisch ist Xylitol ein fünfwertiges Alditol. Das Molekül ist pseudoasymmetrisch und liegt in einer achiralen meso-Form vor. Die andere achirale Form von Pentitol ist Ribitol, die chirale Form Arabitol.
Xylitol hat einen ähnlichen Geschmack wie Saccharose (Haushaltszucker), ist aber etwas süßer. Im Vergleich zu Sorbit hat es die doppelte Süßkraft. Löst sich Xylitol im Mund im Speichel, entzieht es der Umgebung Wärme und erzeugt auf der Zunge einen Kühleffekt (endotherme Lösungswärme) von −153,2 J/g, der ähnlich beschrieben wird wie der Effekt von Menthol. Xylitol wird als Zuckeraustauschstoff in Lebensmitteln verwendet.
Der physiologische Brennwert von 10 kJ/g (2,4 kcal/g) ist 40 % geringer als bei Saccharose. Der Stoffwechselweg im menschlichen Körper läuft nahezu unabhängig von Insulin ab. Werden bei Saccharose Insulinwerte von ca. 110 pmol/l erreicht, sind es bei Xylitol nur 50 pmol/l. Es beeinflusst den Blutzucker- und Insulinspiegel daher geringfügiger als Saccharose. Xylitol wird deswegen von Diabetikern als Ersatz für Saccharose verwendet.
Xylitol ist hitzestabil und karamellisiert nur, wenn es mehrere Minuten auf über 200 °C erhitzt wird. Bei Temperaturen um ca. 100 °C findet keine Karamellisierung statt. In reinem Zustand liegt es in Form von hygroskopischen Kristallen vor.
Xylitol kann sowohl beim Backen als auch beim Kochen anstelle von Zucker eingesetzt werden, es hat keinerlei Beigeschmack. Die Konsistenz ist sehr ähnlich, allerdings ist Xylitol in warmem Zustand besser löslich als kalt. Einzige Einschränkung: Backhefe kann Xylitol nicht verstoffwechseln, was beim Ersatz von Zucker in Hefeteigrezepten beachtet werden sollte. Verzichten sollte man außerdem darauf, den Zuckeraustauschstoff mit anderen Süßungsmitteln wie Aspartam, Saccharin oder Sorbit zu mischen – er ist dann eventuell nicht mehr gut verträglich.
Xylitol ist ein Molekül, das viel Wasser binden kann. Es wird im Dünndarm nur passiv, also langsam und unvollständig resorbiert. Bei regelmäßiger Einnahme kann die Resorptionsrate im Dünndarm durch Enzyminduktion erhöht werden. Bei Einnahme von mehr als 0,5 g Xylitol pro kg Körpergewicht kann eine abführende Wirkung auftreten, welche nach Adaption des Organismus (nach 3–4 Wochen Gewöhnungszeit) verschwinden kann. Im Rahmen von Studien wurde die Einnahme von 200 g Xylitol täglich problemlos vertragen. Bei Sorbit besteht diese Anpassung nicht, daher wirkt Sorbit immer abführend. Xylitol wird im Körper über den Pentosephosphatweg metabolisiert.
Im Dickdarm wird das restliche Xylitol (etwa zwei Drittel der eingenommenen Menge) durch Bakterien zerlegt und zu kleinen Fettsäurebestandteilen abgebaut und resorbiert. Diese werden zu Kohlenstoffdioxid (CO2) und Wasser verstoffwechselt.

## Medizinische Aspekte

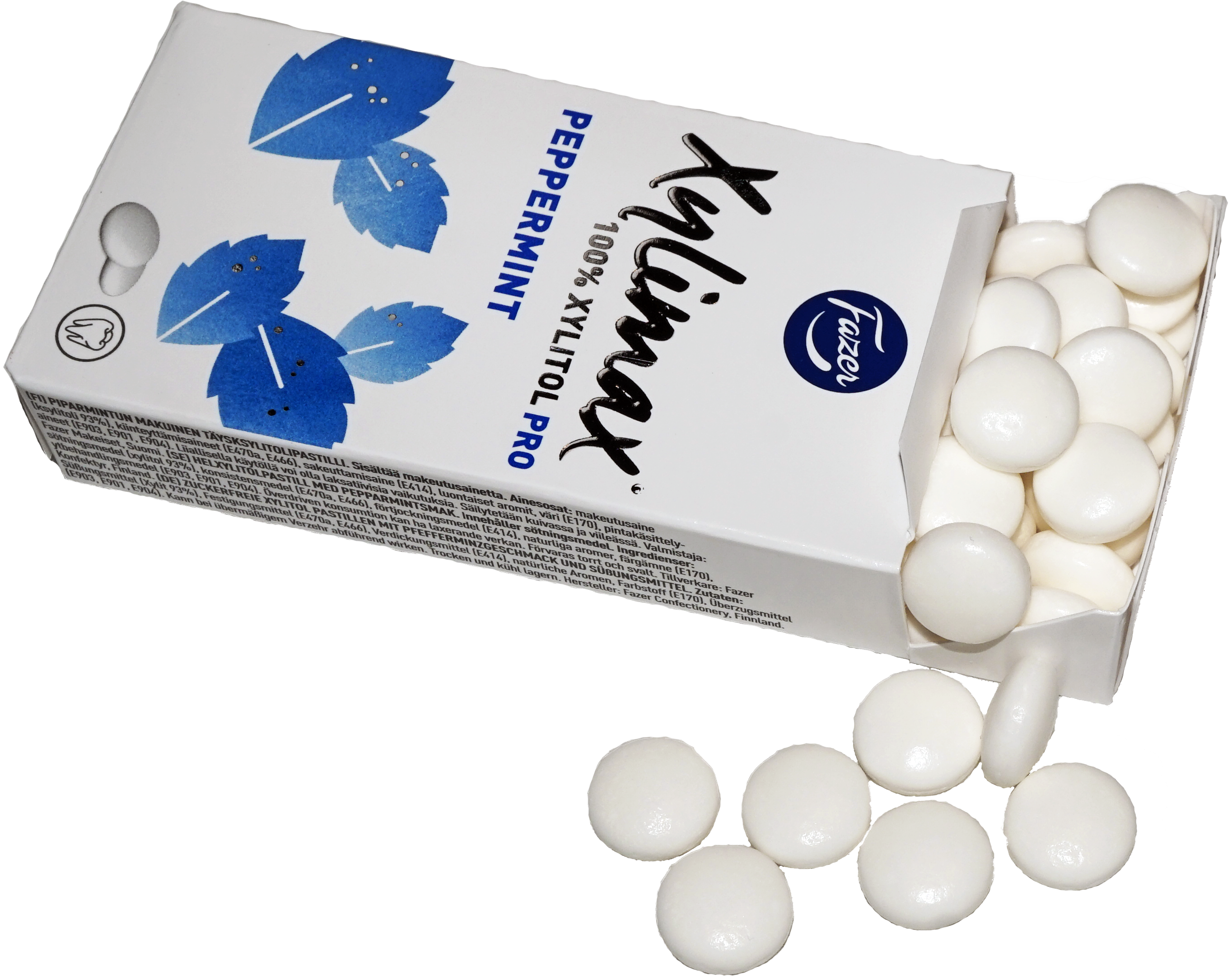
Xylitolpastillen

### Mögliche antikariogene Wirkung

#### Studien zu Zahnkaries
Anfang der 1970er Jahre wurden mögliche kariesreduzierende Eigenschaften des Zuckeralkohols entdeckt. An der Universität Turku in Finnland wurden in den Jahren 1972 bis 1975 zwei kleine klinische, nichtrandomisierte Studien (bekannt als Turku-Zuckerstudien) durchgeführt, die eine Reduktion von Karies zeigen konnten. Diese Effekte werden dadurch erklärt, dass die kariogenen Bakterien der Art Streptococcus mutans Xylit nicht verstoffwechseln können und damit absterben. Sie werden auch daran gehindert, sich als Plaquebakterien an die Zahnoberfläche anzuheften. Als optimale Xylitmenge wurden zwischen 5 und 10 Gramm pro Tag in mehreren Portionen ermittelt. In einer weiteren Turku-Studie aus dem Jahr 2000 wurden die Wechselwirkungen zwischen Müttern, die regelmäßig xylithaltige Kaugummi kauten, und ihren Kindern (bis 2 Jahre alt) untersucht. Ein Ergebnis der Studie war, dass der regelmäßige Konsum von Xylit-Kaugummis durch die Mütter den Befall mit Streptococcus mutans bei den Kindern signifikant hemmt.
Eine Doppelblind-Studie aus dem Jahr 2013 mit 538 Personen, die 5 Gramm Xylit pro Tag bekamen, fand hingegen keine vorbeugende Wirkung gegen Karies bei Patienten mit einer ausreichenden Fluoridaufnahme.
Eine Metastudie der Cochrane Collaboration aus dem Jahr 2015 hat eine mögliche Verringerung von Karies bei Kindern durch fluoridhaltige Zahnpasta mit Xylit (im Vergleich zu nur fluoridhaltiger Zahnpasta) untersucht. Schlussfolgerungen über eine vorbeugende Wirkung seien aufgrund der schlechten Qualität der Belege und methodischer Mängel wenig aussagekräftig. Aussagekraft über andere xylithaltige Produkte ist durch die sehr schlechte Qualität ebenfalls nicht gegeben. Insgesamt wurde ein karieshemmender Nutzen nicht nachgewiesen, ebenfalls nicht ein kariespräventiver Effekt auf Wurzeloberflächenkaries bei Erwachsenen mit erhöhtem Kariesrisiko. Für die Anwendung als Xylit-Kaugummi gibt es keinen ausreichenden Beweis für eine kariespräventive Wirkung.
- Siehe auch Zahnpflegekaugummi

#### Mechanismus und Resistenz
Xylit wird bei Streptococcus mutans über das Phosphoenolpyruvat-Phosphotransferasesystem (PEP-PTS) unter Verbrauch von PEP in die Zelle transportiert, dabei entsteht Xylit-5-phosphat. Xylit-5-phosphat beeinflusst die Enzyme der Glykolyse (wie die Phosphofructokinase), was zu einer Wachstumshemmung von S. mutans führt. Außerdem wird es durch eine intrazelluläre Phosphatase zu Xylit wieder dephosphoryliert und unter Energieverbrauch aus der Zelle transportiert. Somit tritt Xylit in einen Substratzyklus („Leerzyklus“) ein, was zu einer Entleerung der Energiespeicher führt. Auch dies hemmt das Bakterienwachstum.
Nicht alle Stämme von S. mutans sind empfindlich für Xylit, das Ausmaß ist zudem unterschiedlich stark. Darüber hinaus bilden sich häufig resistente Stämme bei Xylitverwendung, die aber weniger kariogen sind. Der Resistenzeffekt kommt dabei auch nicht so stark zum Tragen wie bei Antibiotika, da Xylit eine weitere Wirkung besitzt, nämlich die Verringerung des Biofilms, der Schleimschicht auf den Zähnen und in der Mundhöhle, die durch Mangel an benötigten Kohlenhydraten und Kaugummibenutzung bewirkt wird. Dadurch weisen selbst Patienten mit hauptsächlich resistenten Stämmen eine verringerte Besiedlung auf. Dennoch können sehr hohe Mengen an Xylit auch andere Bakterien wie Lacticaseibacillus casei beeinträchtigen. 

### Prophylaxe der akuten Mittelohrentzündung
Da Xylit das Wachstum von Pneumokokken und die Bindung von Pneumokokken und Haemophilus influenzae an die Zellen im Nasenrachenraum inhibieren kann, wird untersucht, ob die Gabe von Xylit eine vorbeugende Wirkung gegenüber einer Mittelohrentzündung erzielt. Ein Cochrane-Report von 2016 hat die Evidenz über die Wirksamkeit und Sicherheit von Xylit (bei Dosen von bis zu 10 g pro Tag) zur Vorbeugung einer akuten Mittelohrinfektion bei Kindern bis 12 Jahre überprüft. Es gibt moderate Evidenz dafür, dass bei gesunden Kindern die prophylaktische Gabe von Xylit das Risiko einer Mittelohrentzündung von 30 % auf 22 % senkt. Es besteht aber die Gefahr eines Bias, da nur wenige Studien vorliegen und diese meistens von derselben Arbeitsgruppe stammen.

## Tiermedizinische Bedeutung
Xylit hat bei einigen Tierarten (Hunde, Rinder, Ziegen, Kaninchen) einen stark insulinausschüttenden Effekt, der zu einem lebensbedrohlichen Abfall des Blutzuckerspiegels (Hypoglykämie) führen kann. Bei Hunden wurden zudem schwere Leberschädigungen bis zum Leberversagen und Gerinnungsstörungen beobachtet. Bereits eine Dosis von 0,1 g pro kg Körpermasse wirkt für das Tier toxisch, eine letale Dosis wird ab ca. 3–4 g Xylit pro kg Körpergewicht erreicht. Der Verzehr einer Tüte xylithaltiger Bonbons kann selbst für einen großen Hund tödlich sein, wenn das Tier nicht schnellstmöglich intensivmedizinisch betreut wird.
Für Katzen sind Produkte, die Xylit enthalten, grundsätzlich unbedenklich. In einer Studie an Katzen wurde die positive Wirkung von Xylit für deren Mundhygiene nachgewiesen. Wird Katzen mit Xylit angereichertes Wasser gegeben, vermindert dies signifikant Zahnstein und Plaque.